# ماشین پلیس (فیلم ۲۰۱۵)
ماشین پلیس (به انگلیسی: Cop Car) یک فیلم جاده‌ای و دلهره‌آور آمریکایی به کارگردانی جان واتس با بازی کوین بیکن، شیا ویگهام، کمرین منهایم است. داستان این فیلم مربوط به دو پسربچه بازیگوش که سوار یک ماشین پلیس رها شده می پ‌شوند و از دست کلانتر تبهکار فرار می‌کنند. این فیلم توسط کمپانی فوکس فیچرز در ۷ اوت ۲۰۱۵ در ایالات متحده منتشر شد.